# Episodi di Komisarz Alex (prima stagione)
La prima stagione della serie televisiva Komisarz Alex è stata trasmessa in prima visione in Polonia da TVP dal 3 marzo 2012 al 26 maggio 2012.
La serie televisiva è stata trasmessa in Italia nel 2013.
| nº | Titolo originale        | Titolo italiano         | Prima TV Polonia | Prima TV Italia |
| -- | ----------------------- | ----------------------- | ---------------- | --------------- |
| 1  | Pozdrowienia z Łodzi    | Saluti da Lodz          | 3 marzo 2012     | 2013            |
| 2  | Uniknąć śmierci         | Evitare la morte        | 10 marzo 2012    | 2013            |
| 3  | Zabójcze misie          | Orsi                    | 17 marzo 2012    | 2013            |
| 4  | W potrzasku             | Trappola                | 24 marzo 2012    | 2013            |
| 5  | Pod ulicami Łodzi       | Sotto le strade di Lodz | 31 marzo 2012    | 2013            |
| 6  | Morderstwo doskonałe    | Il delitto perfetto     | 7 aprile 2012    | 2013            |
| 7  | Śmiertelnie dobry plan  | Un buon compleanno      | 14 aprile 2012   | 2013            |
| 8  | Pierwsza nagroda        | Primo premio            | 21 aprile 2012   | 2013            |
| 9  | Dziedzictwo             | Mistero                 | 28 aprile 2012   | 2013            |
| 10 | Zaginione starsze panie | Una ragazza persa       | 5 maggio 2012    | 2013            |
| 11 | Śmierć w parku          | Morte nel parco         | 12 maggio 2012   | 2013            |
| 12 | Amok                    | Il duello               | 19 maggio 2012   | 2013            |
| 13 | Cel: Alex               | Obiettivo Alex          | 26 maggio 2012   | 2013            |